# Dadase
Dadase – według „Sumeryjskiej listy królów” drugi władca tzw. II dynastii z Kisz. Dotyczący go fragment brzmi następująco:
„Dadase (z Kisz) panował przez 81 lat”.